# 守屋学治
守屋 学治（もりや がくじ、1907年6月14日 - 1990年7月24日）は、日本の経営者。三菱重工業社長、会長を務めた。岡山県出身。

## 経歴・人物
岡山第一中学校、旧制第六高等学校を経て、1926年に東京帝国大学工学部航空工学科を卒業し、同年に三菱航空機に入社した。1962年に三菱重工業取締役に就任し、常務、副社長を経て、1973年5月から1977年6月までに社長を務めた。
1976年から1984年までに日本産業機械工業会会長も務めた。
1971年に藍綬褒章を受章し、1977年にイランからホマヨウン第3級勲章と日本政府から勲一等瑞宝章を受章した。
1990年7月24日呼吸不全のために死去。83歳没。